# Lotononis prostrata
Lotononis prostrata là một loài thực vật có hoa trong họ Đậu. Loài này được (L.) Benth. miêu tả khoa học đầu tiên.